# Вулкани України
Єдиний на території України активний вулкан знаходиться в селі Старуня, Богородчанського району, Івано-Франківської області.

## Вулкан Чудо-Старуня

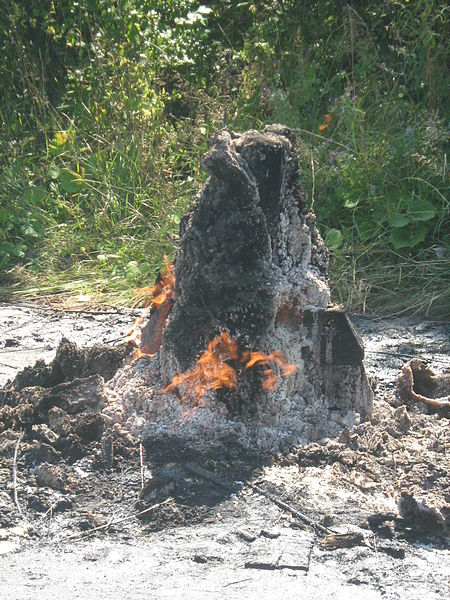
Грязьовий вулкан

Поблизу однойменного села Старуня на місці старого озокеритового промислу є невелика ділянка, де проявляється нерівномірний підйом близько одного метра за сім років: реакція на землетруси в радіусі 3—6 тисяч кілометрів у Румунії, Італії, Німеччині, Іраку, на Кавказі і навіть у Середній Азії. Це — унікальне місце для вивчення особливостей динаміки землі, закономірностей формування корисних копалин, прогнозування землетрусів це підземний «барометр», що постійно діє. На території Старунського вулкана є озокерит, гарячі грязі і води високої мінералізації — володіють цінними лікувальними властивостями.

## Виникнення
Виник вулкан у 1977 році, цьому передував землетрус у зоні Вранча. На конусоподібному пагорбі діаметром близько 50 метрів з'явилися перші кратери, з яких вихлюпувались рідина, грязі та газ. Чудо-Старуня поєднує в собі різні стратиграфічні, мінерально-петрографічні, гідрологічні та неотектонічні властивості. Вулкан можна перетворити на кілька озер, які б слугували соляними оздоровчими і лікувальними ванними.